# Qualifications des épreuves de canoë-kayak aux Jeux européens de 2015
Les qualifications des épreuves de canoë-kayak aux Jeux européens de 2015 ont lieu du 11 au 13 juillet 2014 lors des Championnats d'Europe de course en ligne (canoë-kayak) 2014 de Brandenburg.

## Quotas
| Pays                   | Hommes | Hommes  | Hommes  | Hommes | Hommes  | Hommes  | Hommes | Hommes  | Hommes  | Femmes | Femmes | Femmes  | Femmes | Femmes | Femmes | Total   | Total    |
| Pays                   | K1 200 | K1 1000 | K1 5000 | K2 200 | K2 1000 | K4 1000 | C1 200 | C1 1000 | C2 1000 | K1 200 | K1 500 | K1 5000 | K2 200 | K2 500 | K4 500 | Bateaux | Athlètes |
| ---------------------- | ------ | ------- | ------- | ------ | ------- | ------- | ------ | ------- | ------- | ------ | ------ | ------- | ------ | ------ | ------ | ------- | -------- |
| Jeux européens de 2015 |        | X       |         |        |         |         |        | X       |         |        | X      |         |        |        |        | 3       | 3        |

## Règlement
Chaque Comité national olympique (CNO) est limitée à un seul bateau par épreuve, avec un maximum de quinze bateaux et donc un maximum de 26 athlètes qualifiés. L'Azerbaïdjan, en tant que pays hôte, peut automatiquement inscrire trois athlètes, dans trois bateaux : K1-1000 mètres et C1-1000 mètres pour les hommes et K1-500 mètres pour les femmes.
La majeure partie des places qualificatives sont attribuées en vertu des performances réalisées lors des Championnats d'Europe 2014. Les places sont attribuées aux CNO et non individuellement aux athlètes. Chaque événement a un quota de places disponibles comme indiqué ci-dessous :
| Épreuve   | Quotas (bateaux/athlètes) | Épreuve   | Quotas (bateaux/athlètes) |
| --------- | ------------------------- | --------- | ------------------------- |
| Hommes    | Hommes                    | Femmes    | Femmes                    |
| K1-200 m  | 23 (23)                   | K1-200 m  | 18 (18)                   |
| K1-1000 m | 23 (23)                   | K1-500 m  | 18 (18)                   |
| K1-5000 m | 13 (13)                   | K1-5000 m | 13 (13)                   |
| K2-200 m  | 14 (28)                   | K2-200 m  | 14 (28)                   |
| K2-1000 m | 14 (28)                   | K2-500 m  | 14 (28)                   |
| K4-1000 m | 10 (40)                   | K4-1000 m | 10 (40)                   |
| C1-200 m  | 15 (15)                   |           |                           |
| C1-1000 m | 15 (15)                   |           |                           |
| C2-1000 m | 10 (20)                   |           |                           |

## Pays qualifiés

### Épreuves masculines
| Place   | K1 200m | K1 1000m | K1 5000m | K2 200m | K2 1000m | K4 1000m | C1 200m | C1 1000m | C2 1000m |
| ------- | ------- | -------- | -------- | ------- | -------- | -------- | ------- | -------- | -------- |
| 1       | SRB     | BLR      | GER      | GER     | GER      | CZE      | RUS     | GER      | HUN      |
| 2       | GBR     | DEN      | DEN      | RUS     | FRA      | SVK      | ESP     | HUN      | RUS      |
| 3       | RUS     | GER      | POR      | LTU     | SVK      | POR      | POR     | RUS      | CZE      |
| 4       | ESP     | BUL      | HUN      | GBR     | RUS      | HUN      | GER     | BLR      | GER      |
| 5       | SWE     | POR      | BLR      | ESP     | LTU      | RUS      | UKR     | ITA      | ESP      |
| 6       | HUN     | BEL      | SRB      | FRA     | HUN      | SRB      | AZE     | SVK      | BLR      |
| 7       | LTU     | POL      | SLO      | HUN     | UKR      | BLR      | HUN     | MDA      | AZE      |
| 8       | LAT     | SRB      | FRA      | SWE     | SLO      | POL      | BLR     | CZE      | POL      |
| 9       | SVK     | FRA      | UKR      | UKR     | ESP      | ROU      | SVK     | FRA      | ROU      |
| 10      | BEL     | CZE      | CZE      | POL     | IRL      | GER      | GEO     | ROU      | UKR      |
| 11      | ROU     | SLO      | ESP      | SRB     | CZE      | NC       | LTU     | GBR      | NC       |
| 12      | POL     | HUN      | RUS      | SVK     | SRB      | NC       | CZE     | ESP      | NC       |
| 13      | FRA     | SVK      | SUI      | ITA     | GBR      | NC       | POL     | POL      | NC       |
| 14      | GER     | SUI      | NC       | BUL     | FIN      | NC       | FRA     | SRB      | NC       |
| 15      | CZE     | ESP      | NC       | NC      | NC       | NC       | IRL     | AZE*     | NC       |
| 16      | ITA     | UKR      | NC       | NC      | NC       | NC       | NC      | NC       | NC       |
| 17      | IRL     | NOR      | NC       | NC      | NC       | NC       | NC      | NC       | NC       |
| 18      | UKR     | GBR      | NC       | NC      | NC       | NC       | NC      | NC       | NC       |
| 19      | BLR     | FIN      | NC       | NC      | NC       | NC       | NC      | NC       | NC       |
| 20      | GEO     | NED      | NC       | NC      | NC       | NC       | NC      | NC       | NC       |
| 21      | AZE     | RUS      | NC       | NC      | NC       | NC       | NC      | NC       | NC       |
| 22      | NED     | CYP      | NC       | NC      | NC       | NC       | NC      | NC       | NC       |
| 23      | TUR     | AZE*     | NC       | NC      | NC       | NC       | NC      | NC       | NC       |
| Bateaux | 23      | 23       | 13       | 14      | 14       | 10       | 15      | 15       | 10       |

### Épreuves féminines
| Place   | K1 200m | K1 500m | K1 5000m | K2 200m | K2 500m | K4 500m |
| ------- | ------- | ------- | -------- | ------- | ------- | ------- |
| 1       | HUN     | HUN     | HUN      | BLR     | HUN     | HUN     |
| 2       | RUS     | GER     | BLR      | HUN     | POL     | POL     |
| 3       | POR     | POR     | BUL      | GBR     | SRB     | RUS     |
| 4       | FRA     | AUT     | GBR      | SRB     | RUS     | GER     |
| 5       | POL     | POL     | ITA      | GER     | GER     | UKR     |
| 6       | SWE     | DEN     | SRB      | RUS     | GBR     | SWE     |
| 7       | GER     | GBR     | CZE      | POL     | BLR     | FRA     |
| 8       | SVK     | RUS     | ROU      | POR     | SVK     | ROU     |
| 9       | AUT     | ESP     | GER      | SVK     | ITA     | POR     |
| 10      | SRB     | SWE     | UKR      | ROU     | UKR     | GBR     |
| 11      | DEN     | FRA     | SWE      | UKR     | ROU     | NC      |
| 12      | GBR     | BUL     | NED      | ITA     | CZE     | NC      |
| 13      | UKR     | NOR     | POL      | ESP     | POR     | NC      |
| 14      | ROU     | SLO     | NC       | TUR     | TUR     | NC      |
| 15      | BLR     | ITA     | NC       | NC      | NC      | NC      |
| 16      | ITA     | UKR     | NC       | NC      | NC      | NC      |
| 17      | GRE     | NED     | NC       | NC      | NC      | NC      |
| 18      | SLO     | AZE*    | NC       | NC      | NC      | NC      |
|         |         |         |          |         |         |         |
| Reall.  |         | GRE     |          |         | TBA     |         |
| Reall.  |         | ROU     |          |         | TBA     |         |
| Reall.  |         | SRB     |          |         | TBA     |         |
| Reall.  |         | LAT     |          |         | TBA     |         |
| Reall.  |         | FIN     |          |         | TBA     |         |
| Reall.  |         | NC      |          |         | TBA     |         |
| Bateaux | 18      | 18      | 13       | 14      | 14      | 10      |

- * Quota pour le pays organisateur
- Italique: La Fédération nationale a qualifié un bateau, mais l'athlète qui a fait obtenu ce quota est déjà été compté dans un autre bateau.